# Epitélio olfatório
Epitélio olfativo é um tipo especializado de epitélio localizado no interior da cavidade nasal responsável pelo olfato.